# Nikolay Semyonov
Nikolay Nikolayevich Semyonov (em russo:  Никола́й Никола́евич Семёнов; Saratov, 15 de abril (3 de abril no Calendário juliano) de 1896 — Moscou, 25 de setembro de 1986), foi um físico químico russo/soviético.
Semyonov recebeu o Nobel de Química de 1956, por seus trabalhos sobre os mecanismos de transformação química.

## Vida
Semyonov nasceu em Saratov e se graduou em física pela Universidade de São Petersburgo (então Petrogrado) (1913–1917), onde foi aluno de Abram Fyodorovich Ioffe. Em 1918 mudou-se para Samara, onde foi alistado no Exército Branco de Aleksandr Kolchak durante a Guerra Civil Russa. 
Em 1920 voltou a Petrogrado onde dirigiu o laboratório de fenômenos elétricos do Instituto Físico-Técnico de Petrogrado. Também se tornou vice-diretor do instituto. Em 1921 se casou com a filóloga Maria Boreishe-Liverovsky. Ela faleceu 2 anos depois. Em 1923 Nikolay casou-se com a sobrinha de Maria, Natalia Nikolayevna Burtseva, com a qual teve um casal de filhos.
Na época, Semyonov, junto com Pyotr Kapitsa, descobriu uma forma de medir o campo magnético de um núcleo atômico (1922). Posteriormente o equipamento usado foi aperfeiçoado por Otto Stern e Walther Gerlach e se tornou conhecido como experimento de Stern-Gerlach.
Em 1925, Semyonov, junto com Yakov Frenkel, estudou a cinética da condensação e adsorção de vapores. Em 1927 estudou a ionização em gáses e publicou um livro sobre a química do elétron. Em 1928 ele e Vladimir Fock criaram uma teoria sobre descargas disruptivas térmicas em dielétricos.
Deu palestras no Instituto Politécnico de Petrogrado e foi indicado Professor em 1928. Em 1931 organizou o Instituto de Físico-Química da Academia de Ciências Russa (a qual foi transferida para Chernogolovka em 1943) e tornou-se seu primeiro diretor. Em 1932 se tornou membro pleno da Academia Soviética de Ciências.

## Trabalhos importantes
As descobertas de Semyonov sobre o mecanismo das transformações químicas incluíam uma exaustiva análise sobre a aplicação da teoria das reações em cadeia para vários tipos de reações (1934–1954) e, o mais importante, para o processo de combustão. Ele propôs uma teoria que levou ao entendimento dos fenômenos associados com os períodos de indução nos processos de oxidação.
Semyonov escreveu dois livros importantes sobre seu trabalho. O primeiro foi Chemical Kinetics and Chain Reactions (título da versão em inglês, publicado em russo em 1934 com edição inglesa em 1935. Foi o primeiro livro na União Soviética a desenvolver uma teoria detalhada sobre reações químicas em cadeia). O segundo foi Some Problems of Chemical Kinetics and Reactivity, inicialmente publicado em 1954, foi revisto em 1958; foi também editado em inglês, alemão e chinês.
Recebeu o Nobel de Química de 1956, juntamente com Cyril Norman Hinshelwood, por este trabalho. Semyonov também foi indicado Herói do Trabalho Socialista em duas ocasiões, recebeu dois Prêmios Stálin, cinco Ordens de Lênin e outras condecorações e prêmios.